# 五十周年紀念拱廊
五十周年紀念拱廊（法語：Arcade(s) du Cinquantenaire）是位於比利時布鲁塞爾五十周年紀念公園/朱貝爾公园中心的一座紀念拱廊。其中心是一座巨大的三重拱門，被稱為五十周年紀念拱門（法語：Arc du Cinquantenaire）。它的頂部是一組青銅四碼戰車雕塑，其中有一位女性車夫，象徵着布拉班特省升起國旗。 
紀念碑面向布鲁塞爾市中心，一側位於Rue de la Loi/Wetstraat的軸線上，穿過利奥波德區，止於皇家區，即比利時議會、比利時政府和皇宫的所在地；另一側位於Tervueren/Tervurenlaan 大道的軸線上，通往特爾菲倫郊區的前殖民地宫殿，即今天的中非皇家博物馆。該地區有布鲁塞爾舒曼火車站，以及1 號線和5 號线的舒曼和梅羅德地鐵站。

## 歷史
五十周年紀念拱廊是比利時政府在国王利奥波德二世的贊助下為纪念比利時革命50 周年 (1880 年)國家博覽會建造計畫的一部分。  1880年，紀念牌坊僅完成了柱子的底座，展覽期間，牌坊的其餘部分均由木板建造。在接下来的幾年裡，這座纪念碑的竣工成為了利奥波德二世和比利時政府之間持續爭鬥的主題，因為比利時政府不願意花費完成這座紀念碑所需的資金。
1880 年博覽會的原始單拱由建築師熱代翁·博爾迪奥 (Gédéon Bordiau)構思，但在 1904 年博爾迪奥去世后，拱門的設計由利奥波德二世選中的法國建築師夏爾·吉羅(Charles Girault) 修改。 吉羅設計了三重拱門，但保留了博爾迪奥的四馬二輪戰車設計。 新拱門的地基於 1905 年 1 月 4 日奠基，取代了博爾迪奥的臨時拱門。同年 5 月，在私人資助下，基本建設完成，拱廊於 1905 年 9 月 27 日由利奥波德二世揭幕，恰逢比利時獨立 75 周年。 
該紀念碑於 1984 年 6 月 29 獲得保護地位。  2022 年，比利時宣布了翻新五十周年公园（包括拱門）的計畫，這是比利時獨立 200 周年「五十周年紀念二百周年」計畫的一部分。 

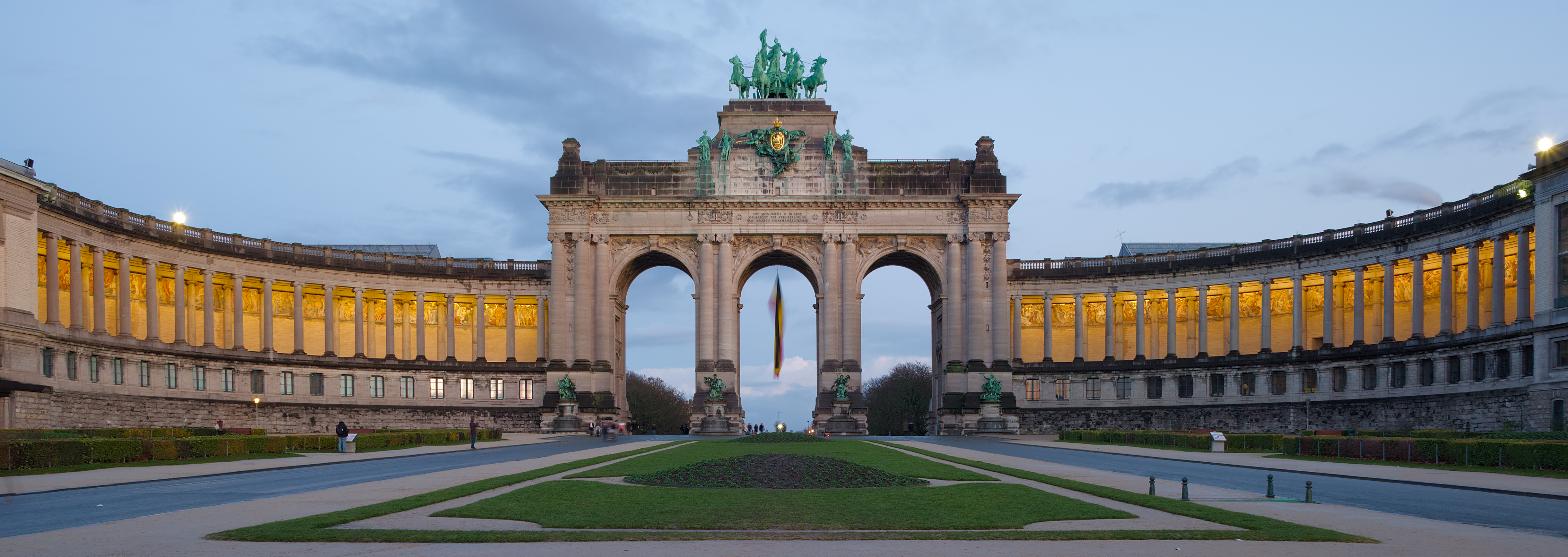
五十周年紀念拱廊的全景。五十周年紀念拱門於 1905 年竣工，取代了之前的臨時拱廊。

## 描述

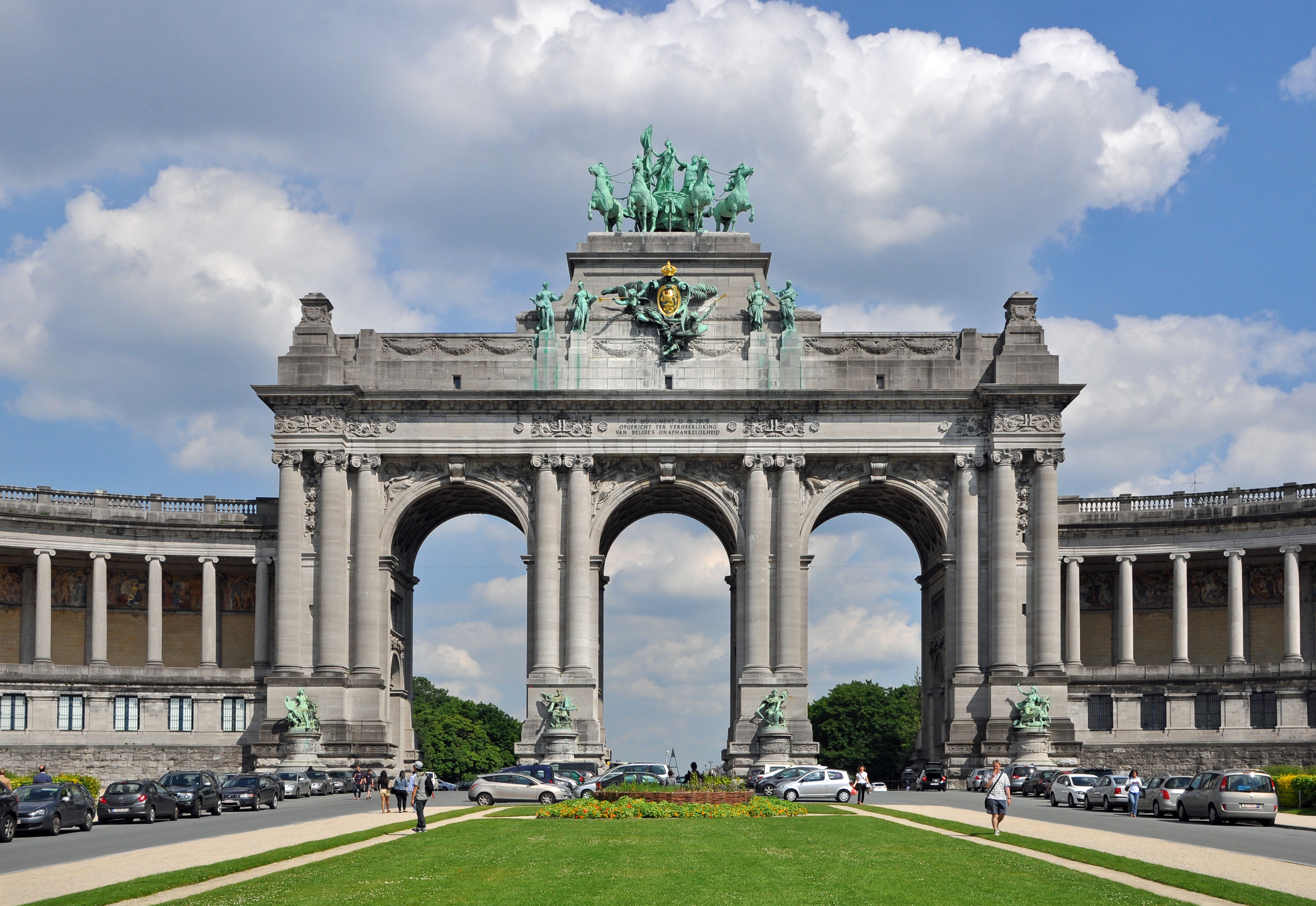
五十周年紀念拱門

五十周年紀念拱門，30- 公尺（98-英尺）和45- 公尺（148-英尺） ，有三个尺寸相同的隔間。天花板的拱門是半圓形的，由石制沉箱组成，其中一半裝飾著月桂花環，其余部分則裝飾著「国王、法律和自由！」的首字母縮寫詞，這是比利時的官方承诺之一。本著民族振興的精神，紀念碑的裝飾和雕塑都委托给了當時最杰出的藝術家。

#### 四碼二輪戰車

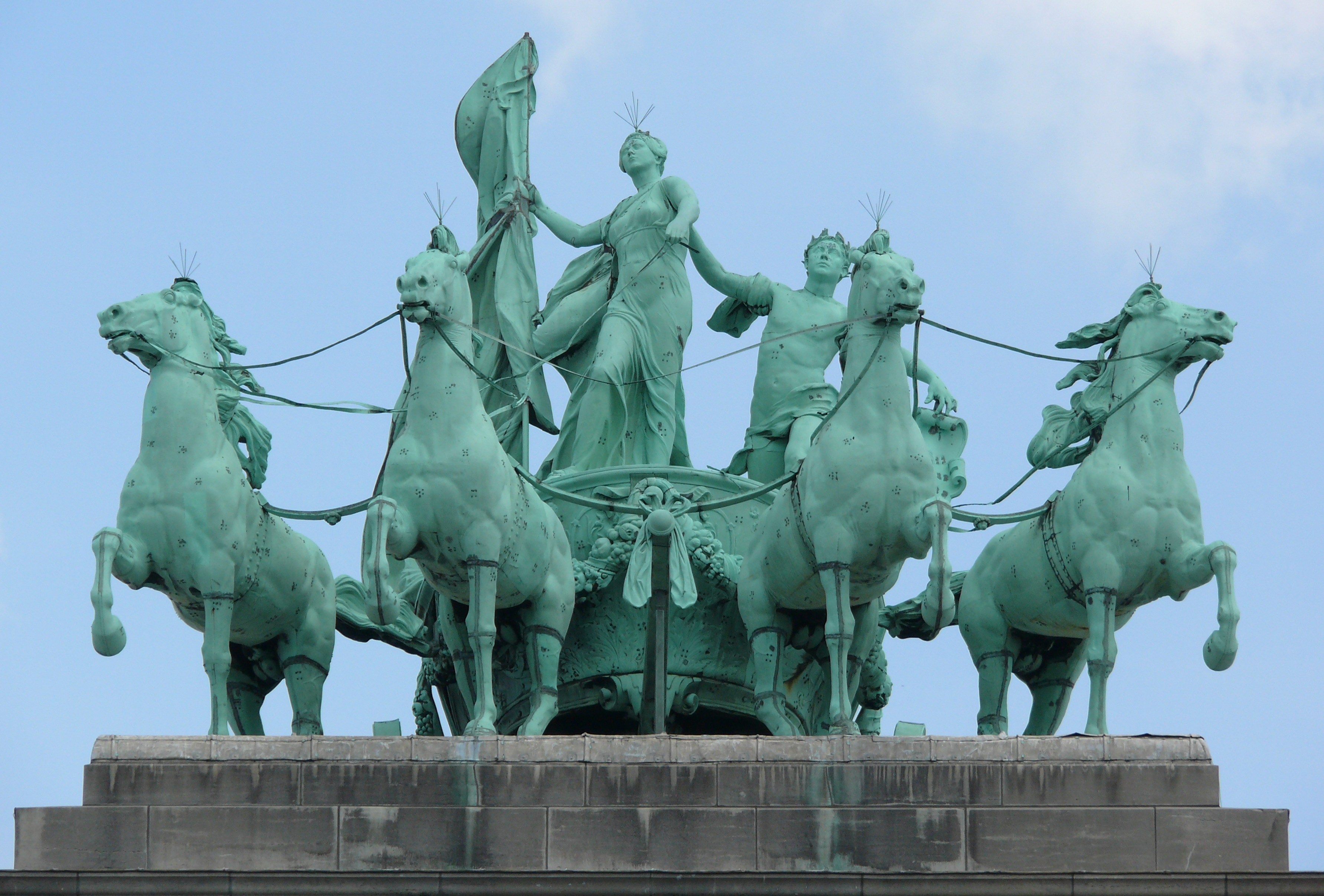
四駕馬車（或布拉班特升國旗）作者：托馬斯·文科特和朱爾斯·拉加

拱門上的青銅四碼二輪戰車名为《布拉班特升起國旗》，由托馬斯·文科特 (Thomas Vinçotte)制作，马匹則由朱爾斯·拉加 (Jules Lagae)制作。 基座面向特爾菲倫大道 (Avenue de Tervueren/Tervurenlaan )，上面刻有銘文：「這座紀念碑於 1905 年為頌揚比利時獨立而建」，年份以羅馬數字表示。螺旋樓梯（現在兩側設有電梯）可通往四輪馬車下方的展覽室及其兩側的兩個露台。

#### 柱子和雕塑
這些柱子呼應了特爾武倫大道 (Avenue de Tervueren) 最初的布局，這條大道曾被分成三條道路，兩旁種著兩排樹木。 拱門腳下，兩側牆上共立有八尊比利時各省的擬人雕像（四馬二輪戰車代表布拉班特省）：埃诺省和林堡省由阿爾伯特·德森凡斯（Albert Desenfans）雕刻，安特衛普省和列日省由查爾斯·范德施塔彭（Charles van der Stappen）雕刻，東佛蘭德省和西佛蘭德省由杰夫·朗博（Jef Lambeaux）雕刻，那慕爾省和盧森堡省由紀曉姆·德·格鲁特（Guillaume de Groot）雕刻。 十二個拱肩上裝飾著象徵藝術和工業的圖案。 

五十周年紀念拱門的雕塑
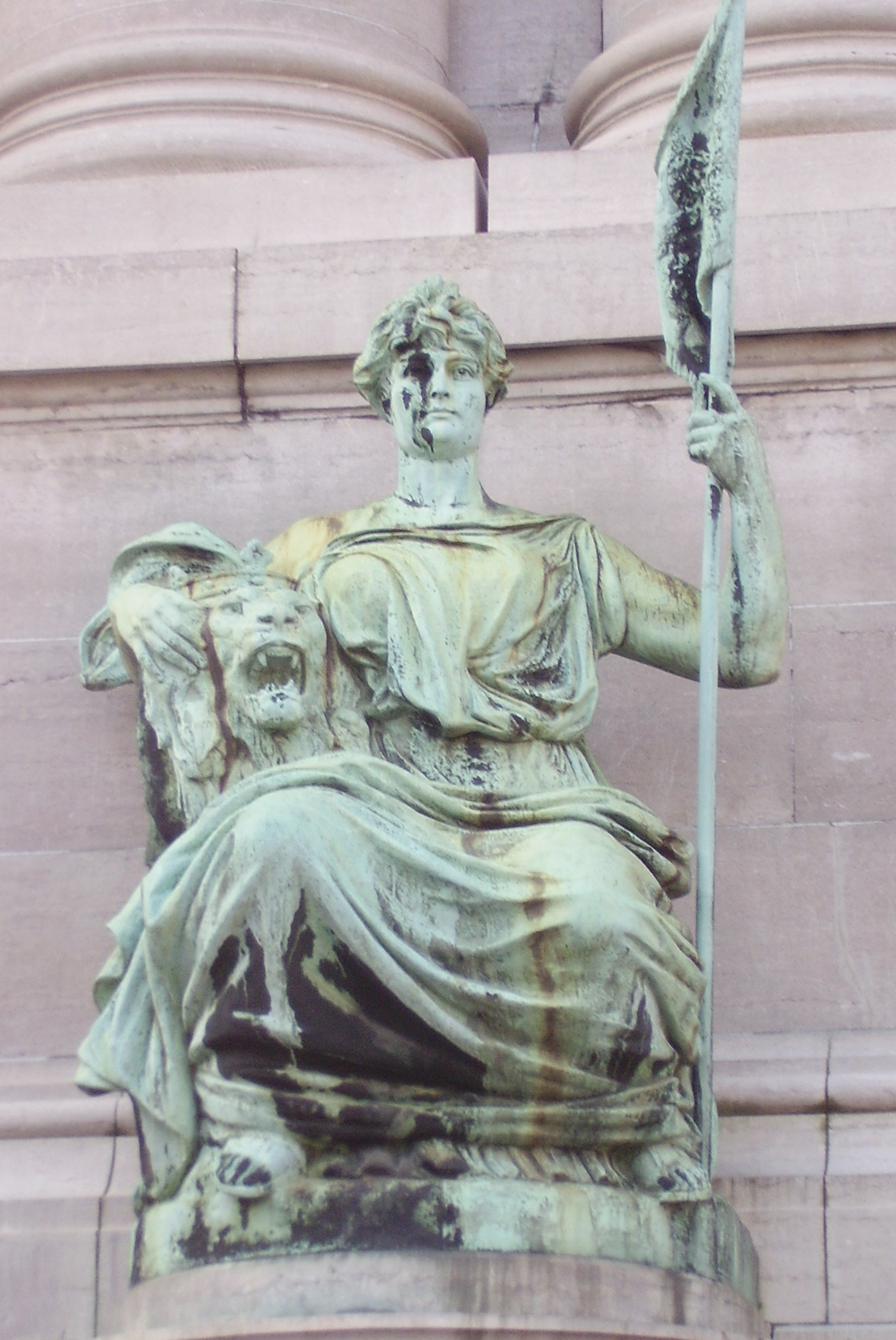
杰夫·蘭博克斯 ( Jef Lambeaux)繪製的西弗蘭德省
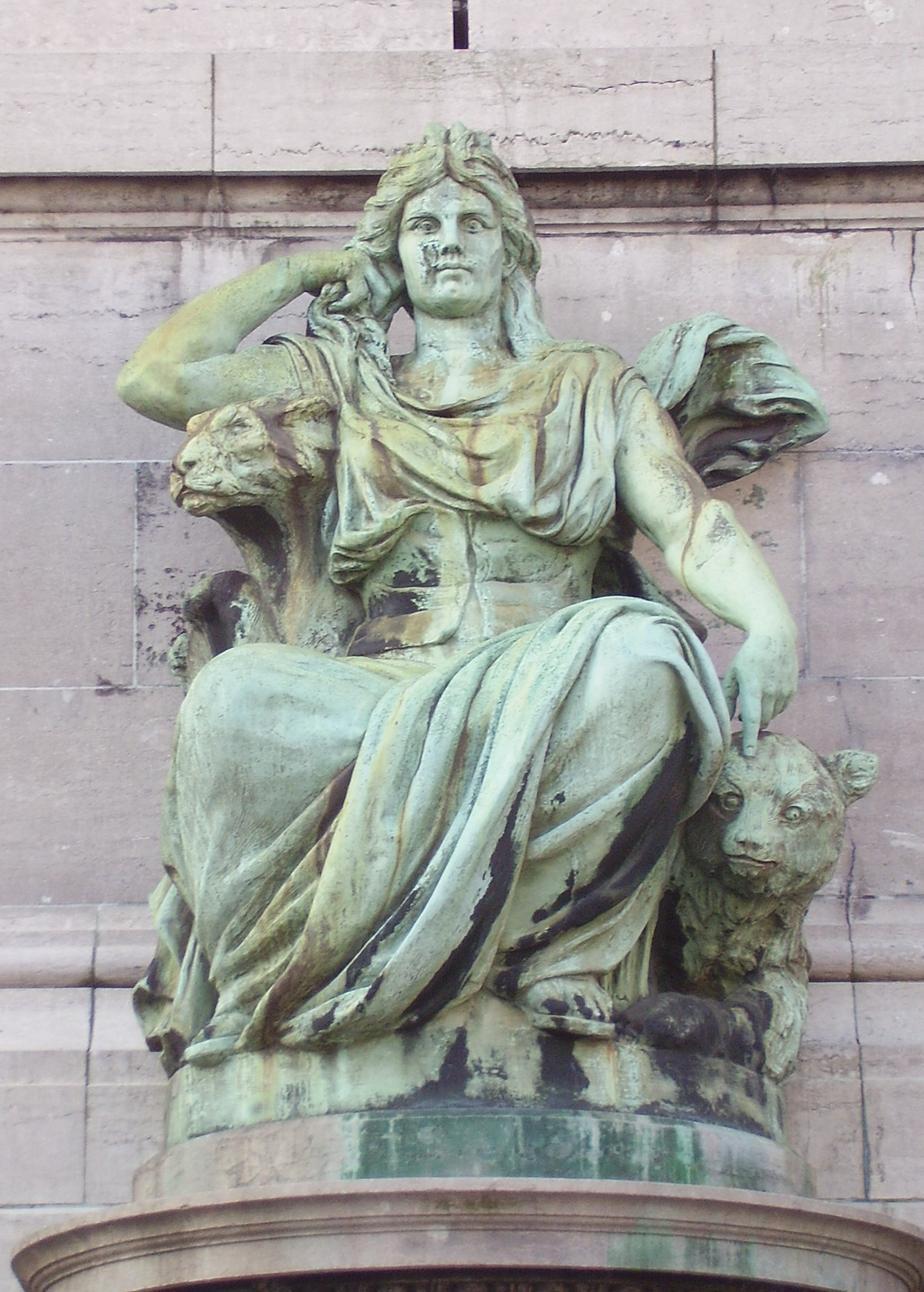
朗博鎮東弗蘭德省
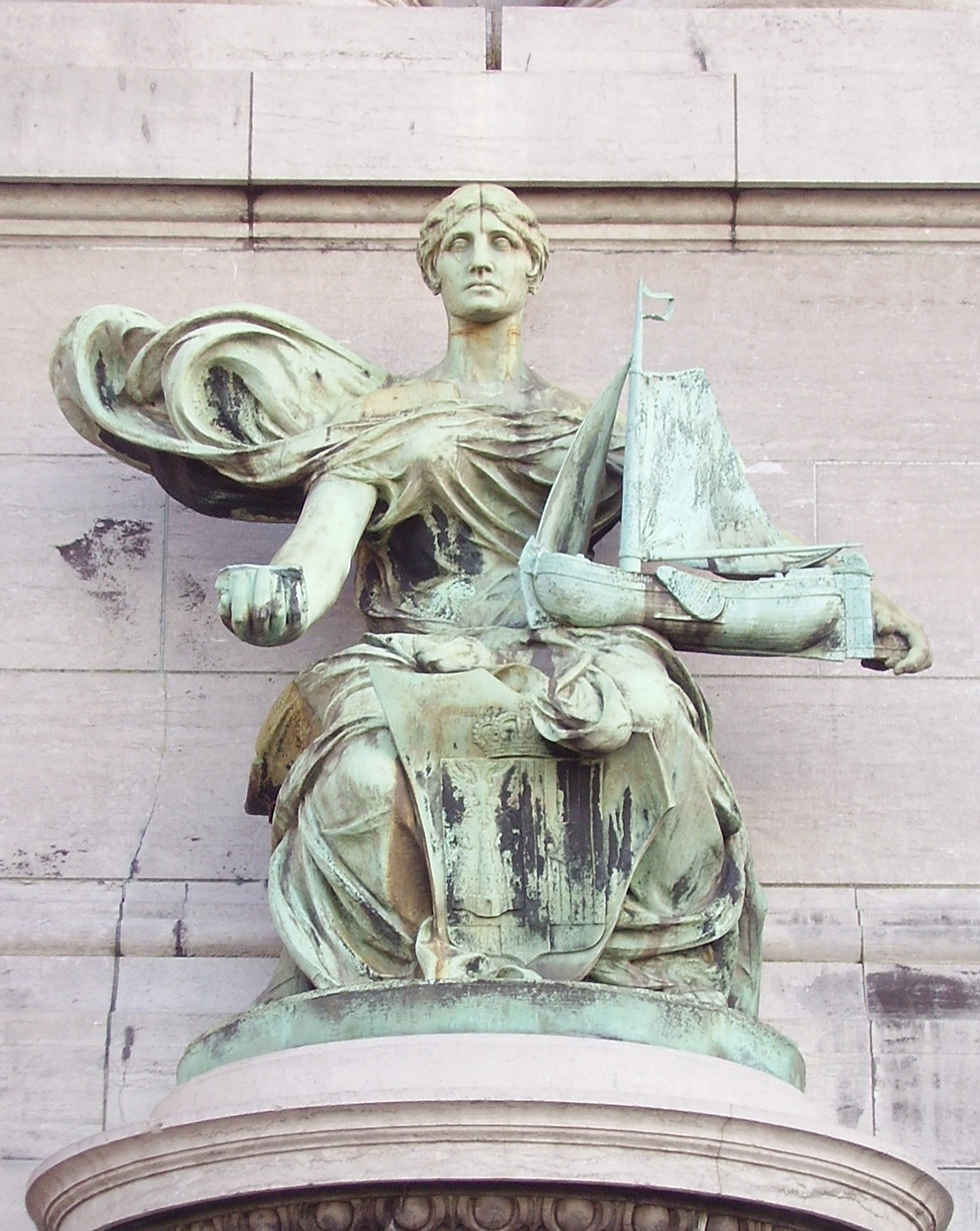
安特衛普省by Charles van der Stappen
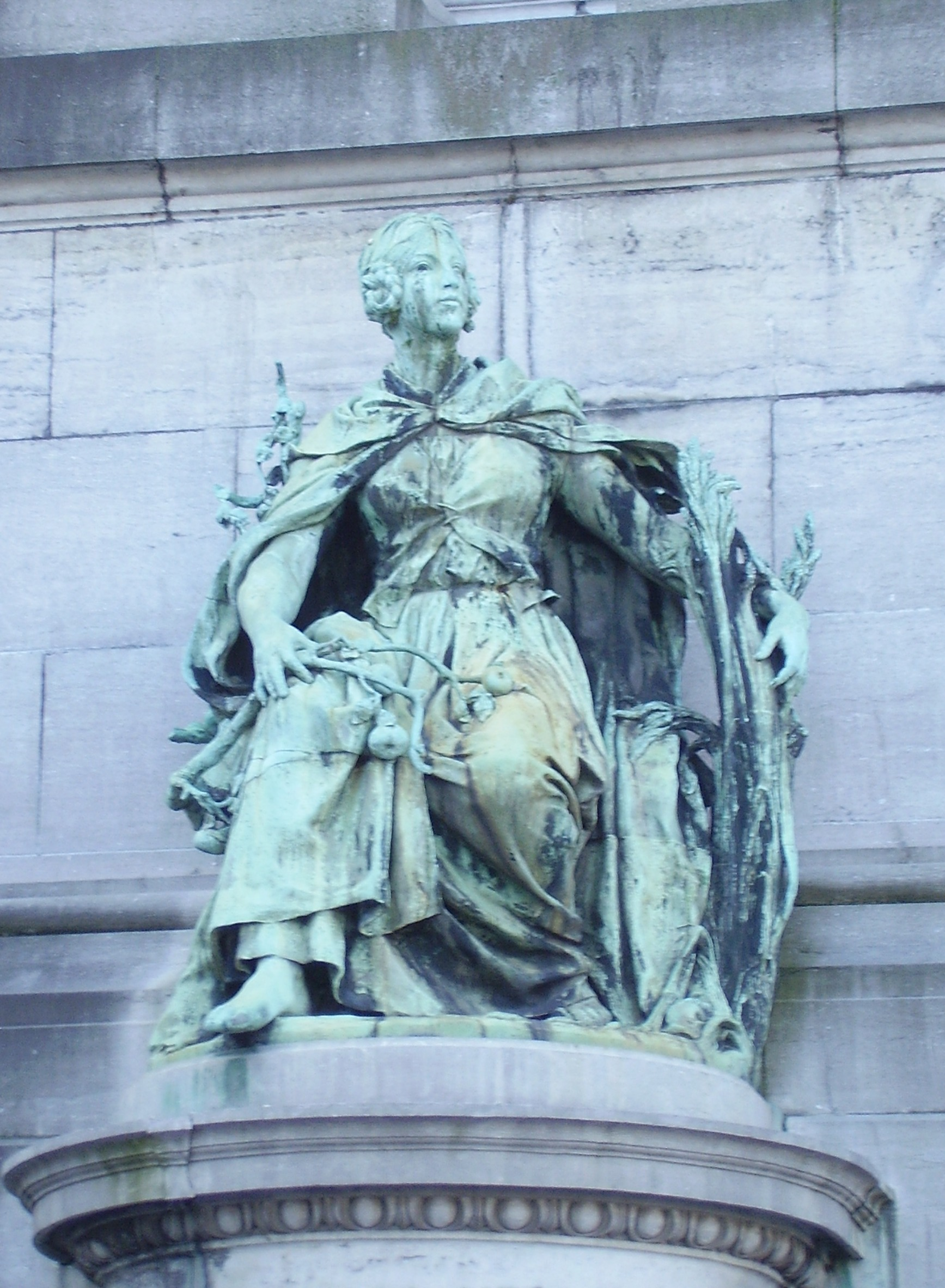
阿爾伯特·德森凡斯 (Albert Desenfans)的《林堡省》
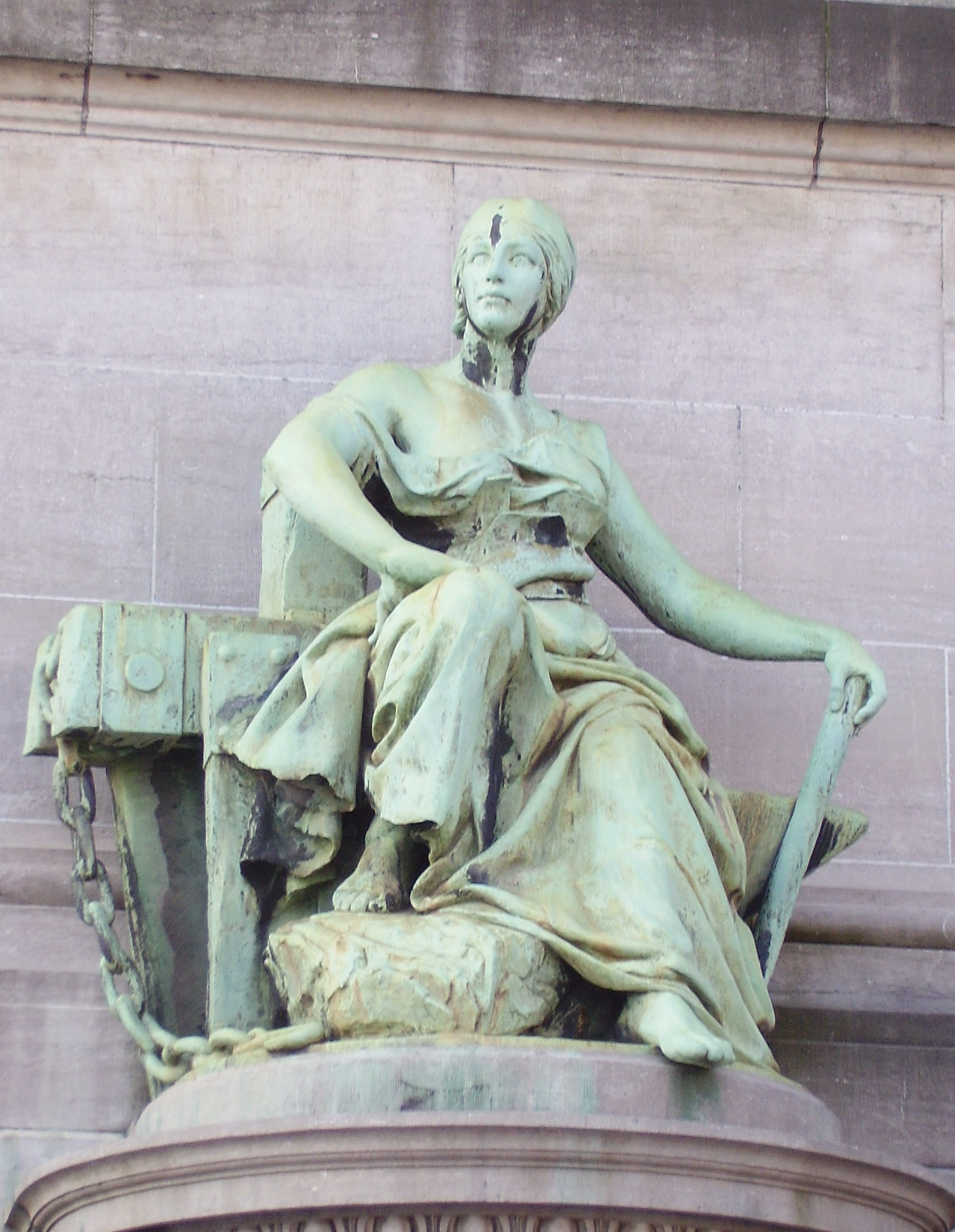
埃諾省，Desenfans 作品
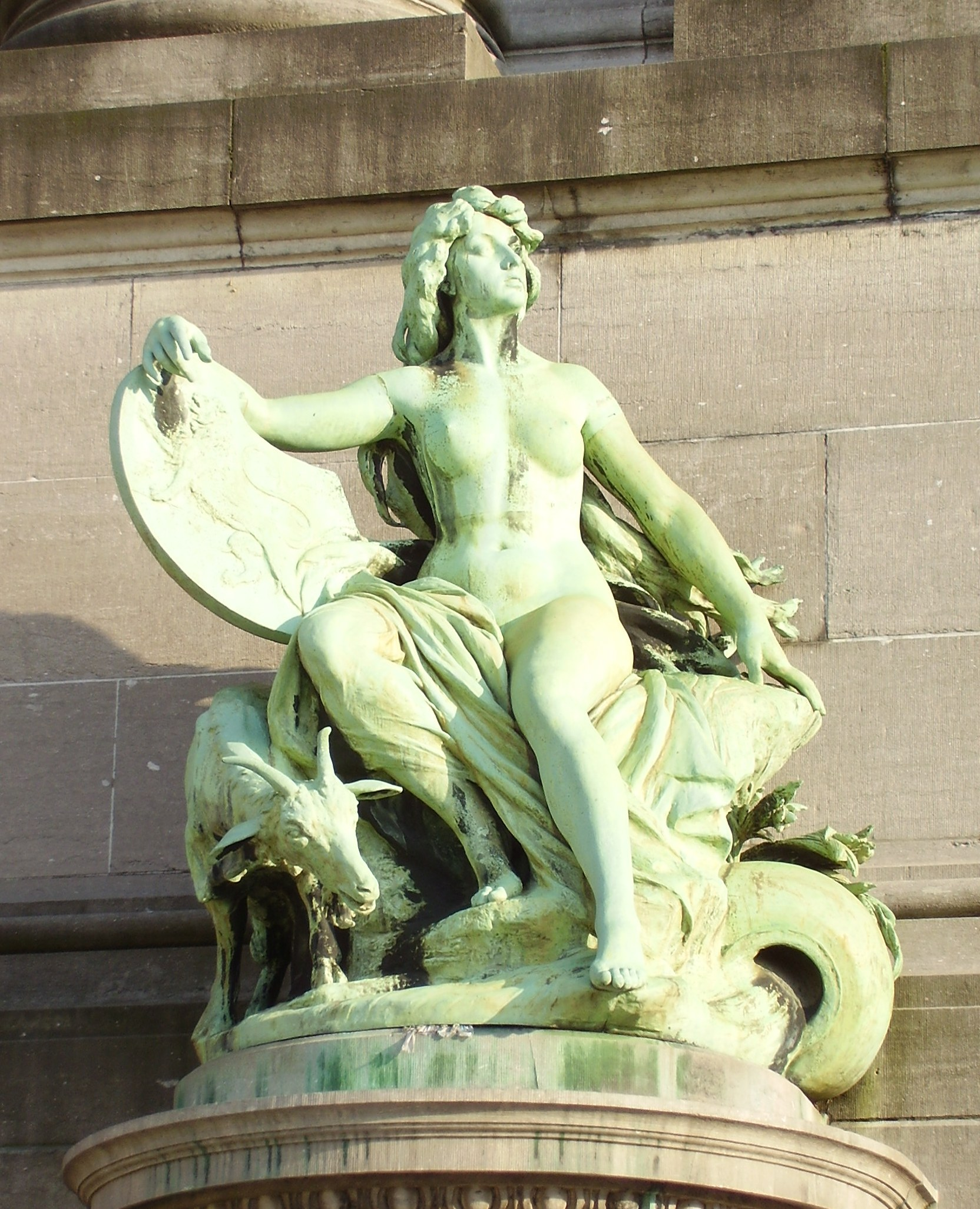
那慕爾省 由 Guillaume de Groot所製
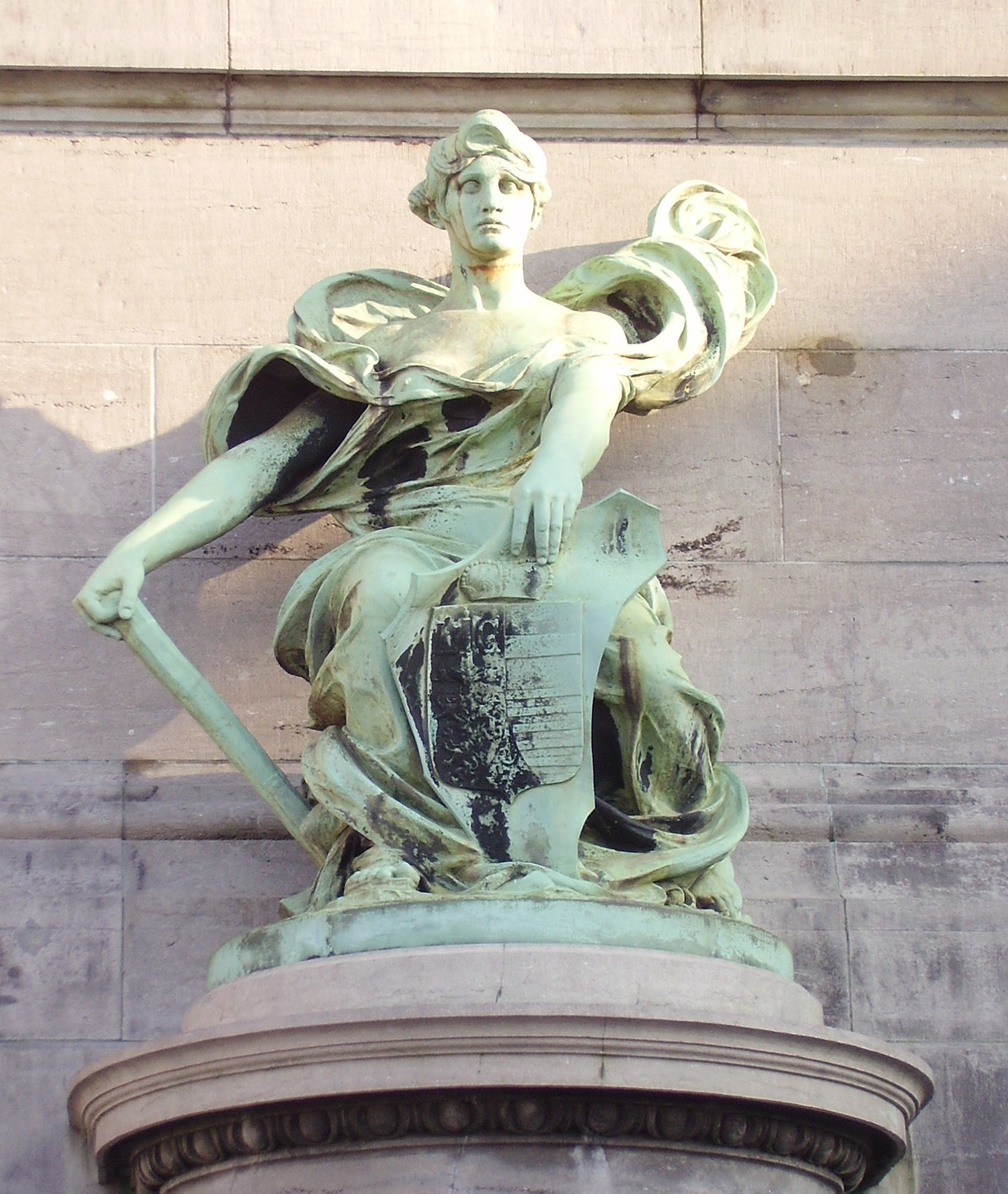
列日省由 Van der Stappen所製
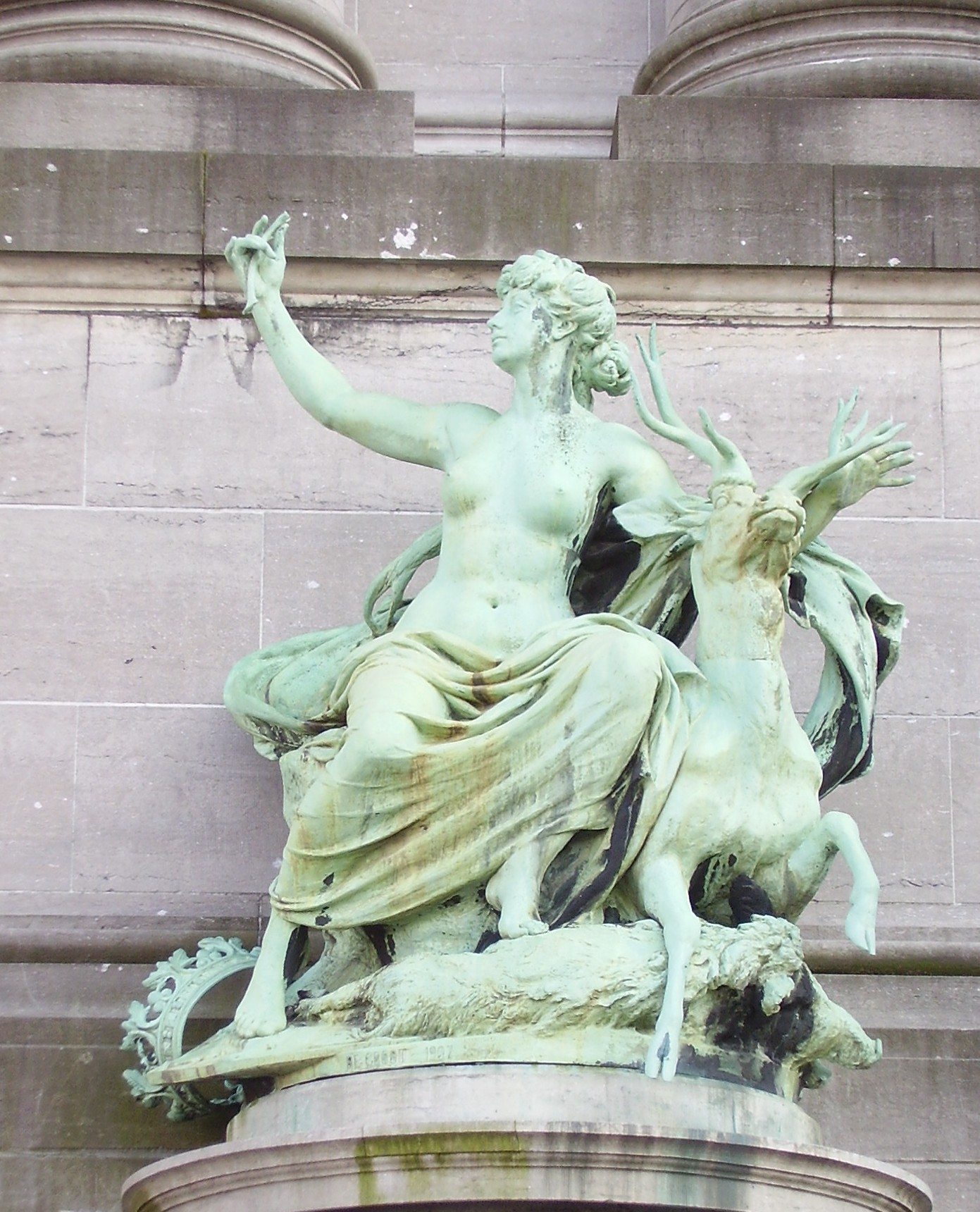
卢森堡省由 De Groot所製

### 柱廊和雕帶
原本開放的柱廊在 1905 年被一道牆封閉，从 1912 年開始，柱廊上裝飾著360 m2（3,900 sq ft） 馬賽克飾帶，主題為「頌揚和平與英雄的比利時」 ，由讓·德爾维爾創作。隨後，其他幾位藝術家也加入了他的行列。 馬賽克裝飾於1932年完成。

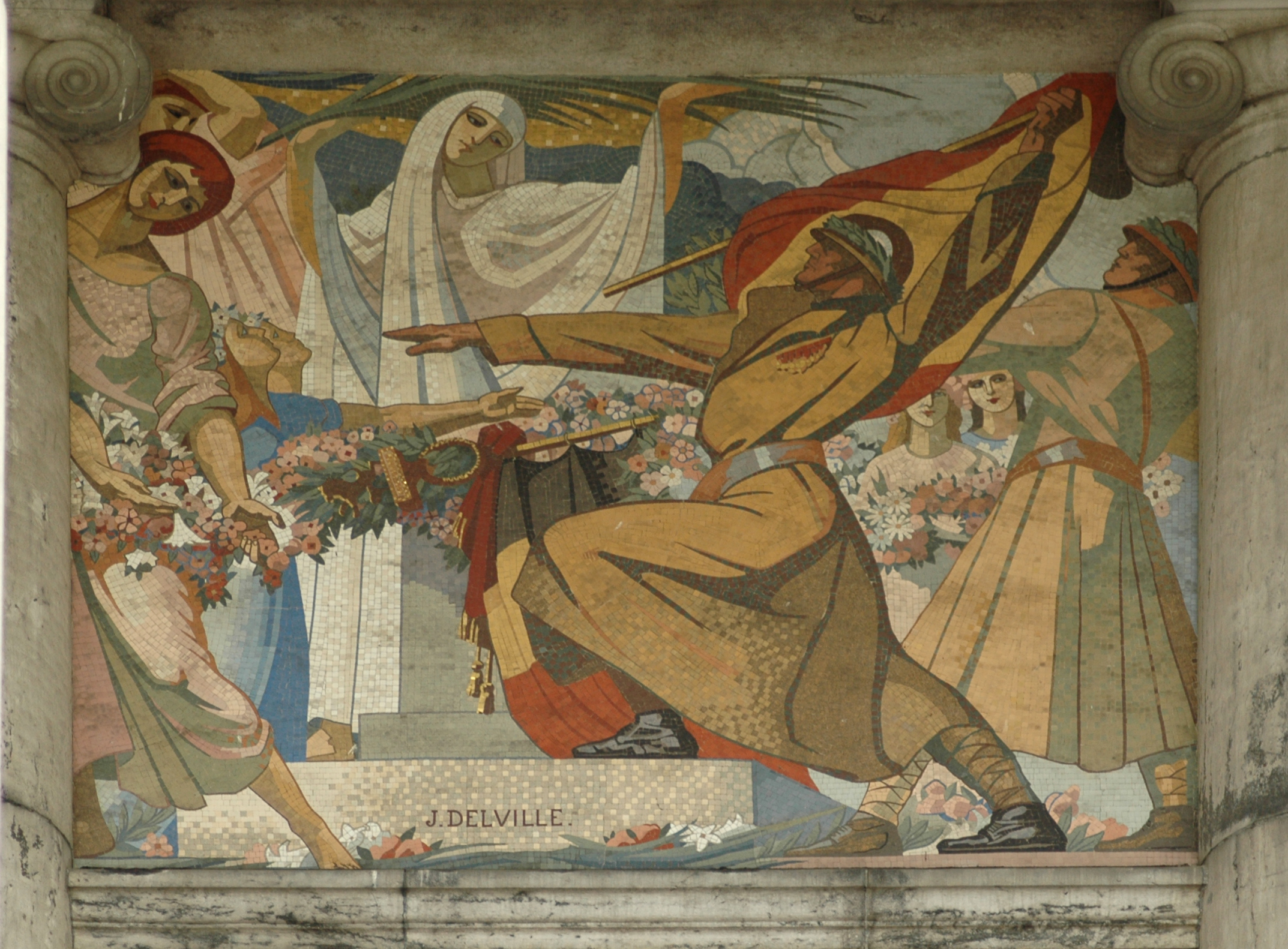
《陣亡者的勝利》 ，德爾維爾，1920 年
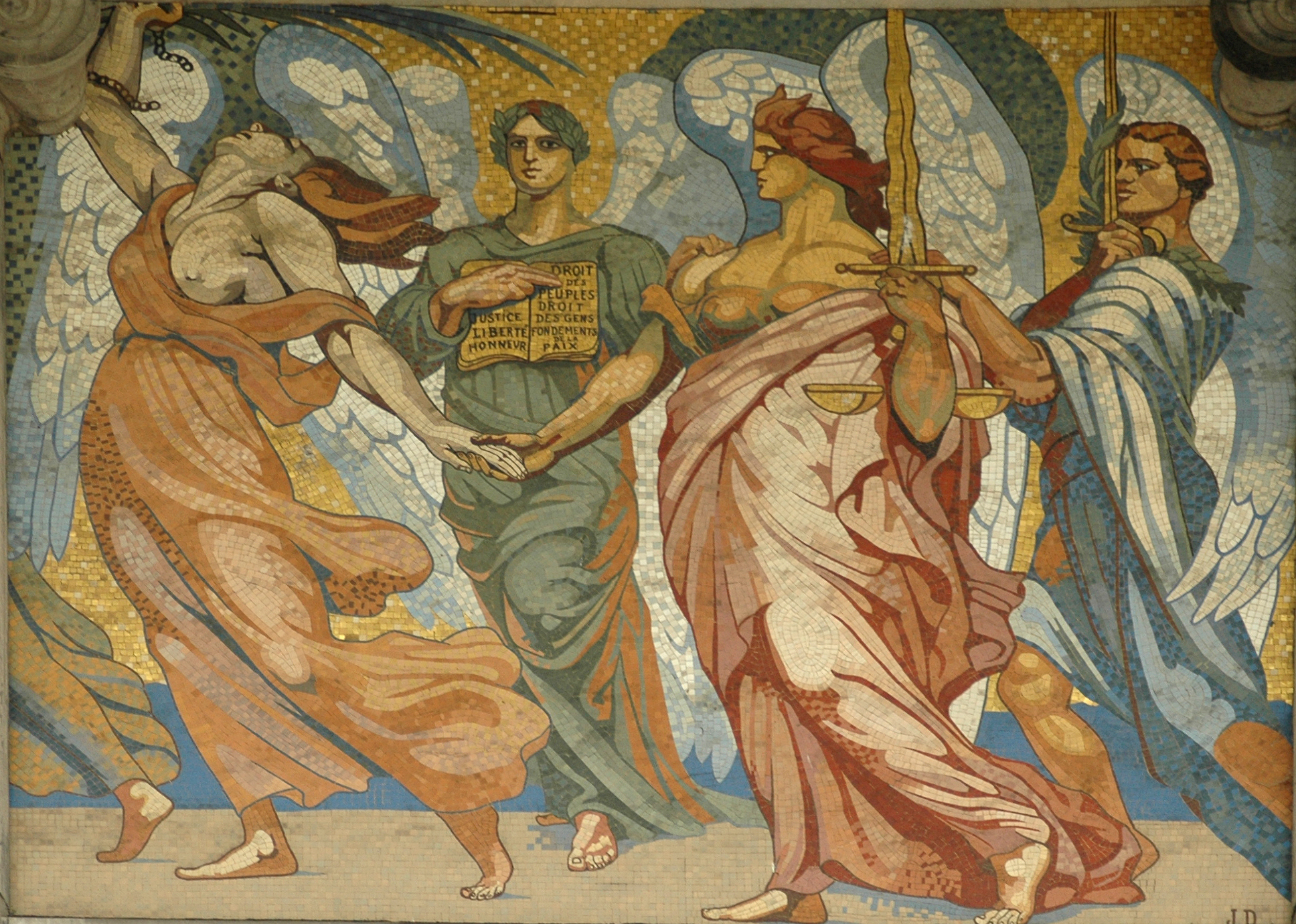
《法律與正義的勝利》 ，德爾維爾，1920 年

## 位置和可达性
五十周年紀念館的各個建築以拱門為中心，内設三個博物館：皇家軍事博物館、藝術與歷史博物館和汽車世界老爺車博物館。拱門前面有一條寬闊的濱海大道，穿過五十周年紀念公園。公園的西北角有維克多·奥爾塔設計的「人类激情神庙」 ，是 1886 年的所建；還有布鲁塞爾大清真寺，是 1978 年所建。周圍的公園廣場在夏季有多種用途，例如軍事遊行和汽車電影院。这里也是布鲁塞爾 20 公里长跑的起點，每年有 30,000 名参賽者。
布鲁塞爾地鐵1 號线和5 號線以及從Rue de la Loi/Wetstraat出發的Belliard 隧道從公園下方穿過，後者部分位於拱門前的開放區域。最近的地鐵站是公園西邊的舒曼站和東邊的梅羅德站。

### 引用
1. ↑  Région de Bruxelles-Capitale. . Brussels. 2009–2010  [9 June 2022] （法语）.
2. ↑  McDonald 2011，第113頁.
3. ↑  . JUBELPARK - CINQUANTENAIRE.   [12 April 2024] （英国英语）.